# Чхетиани, Мзия Григорьевна
Мзия Григорьевна Чхетиани (груз. მზია გრიგოლის ასული ჩხეტიანი, 10 мая 1940 — октябрь 2020) — грузинская советская писательница, поэт. Лауреат премии Шио Мгвимели. Лауреат премии Якоба Гогебашвили в области детской литературы.

## Биография

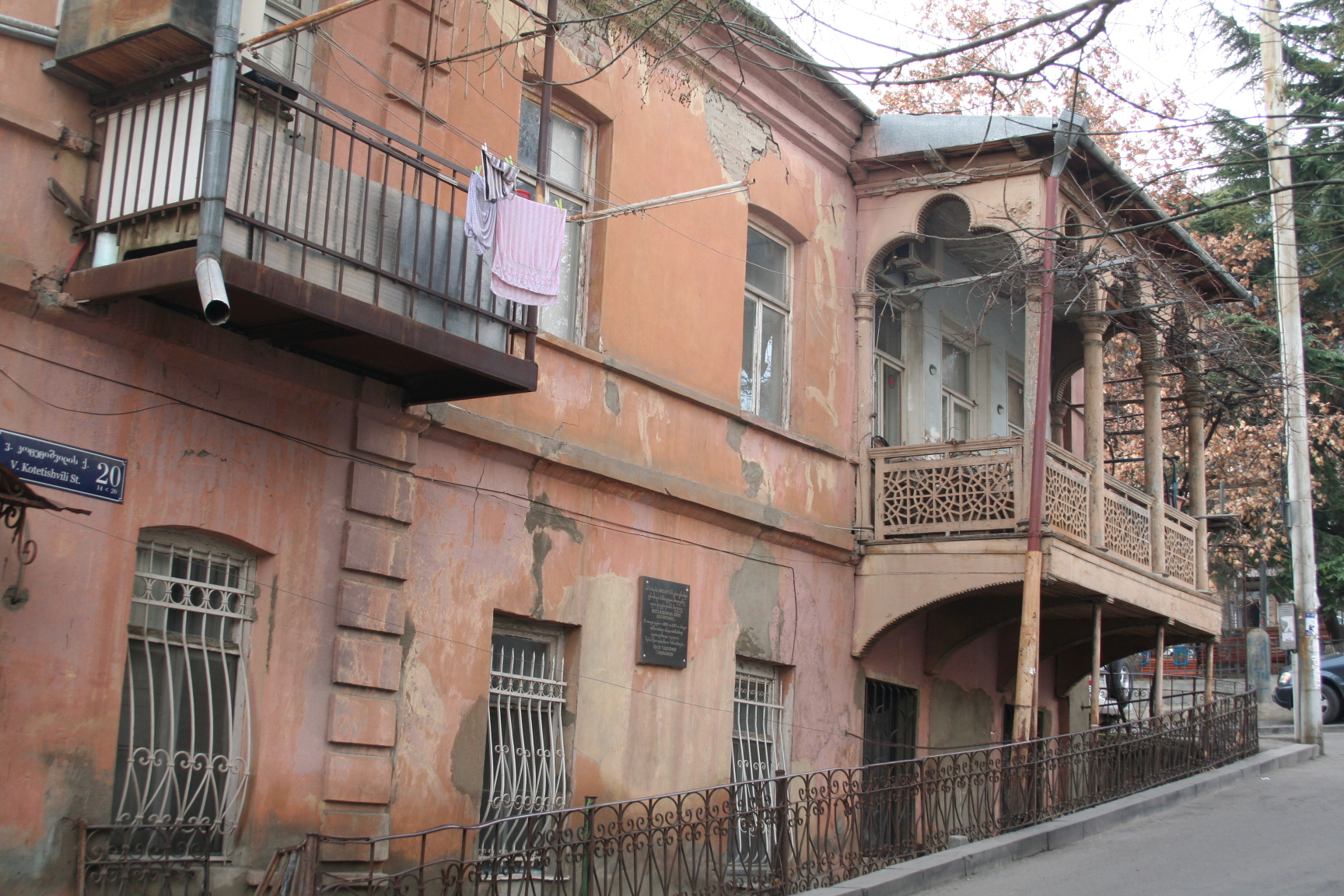
Дом, в котором жила Ольга Гурамишвили

В 1967 году окончила филологический факультет Тбилисского государственного университета. Печаталась с 1965 года.
Сотрудничала в периодической печати и на телевидении. Член Союза писателей СССР с 1978 года.
Более 50 лет прожила в бывшей квартире жены Ильи Чавчавадзе Ольги Гурамишвили в д. 20 по улице Мтацминда (ныне — улица Вахтанга Котетишвили).